# (3387) Greenberg
(3387) Greenberg es un asteroide perteneciente al cinturón de asteroides, descubierto el 20 de noviembre de 1981 por Edward Bowell desde la Estación Anderson Mesa (condado de Coconino, cerca de Flagstaff, Arizona, Estados Unidos).

## Designación y nombre
Designado provisionalmente como 1981 WE. Fue nombrado Greenberg en honor al planetólogo estadounidense Richard J. Greenberg.